# Wien (Fluss)

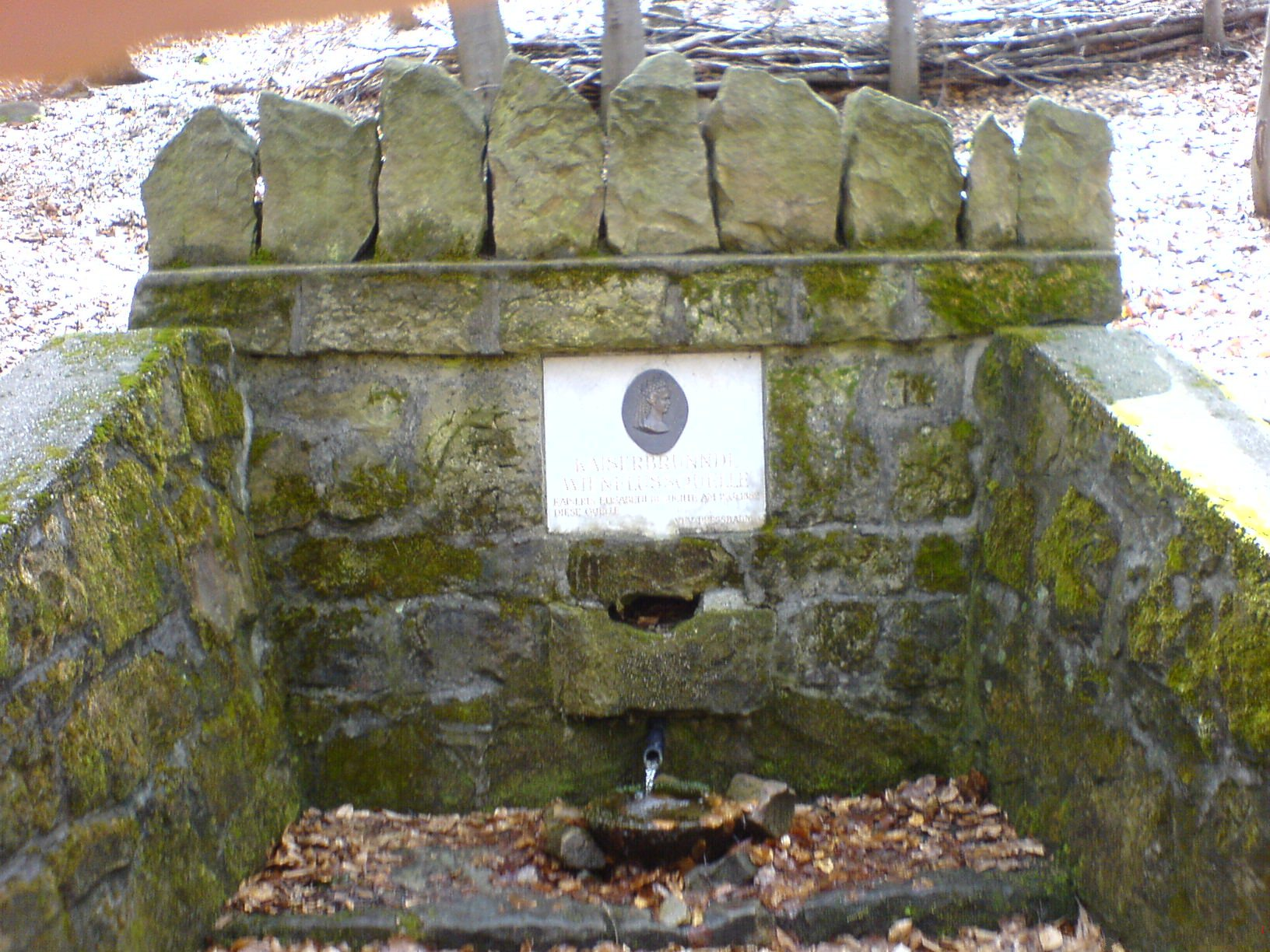
Kaiserbrünndl – Gefasste Quelle der Dürren Wien am Kaiserbrunnberg / Pressbaum

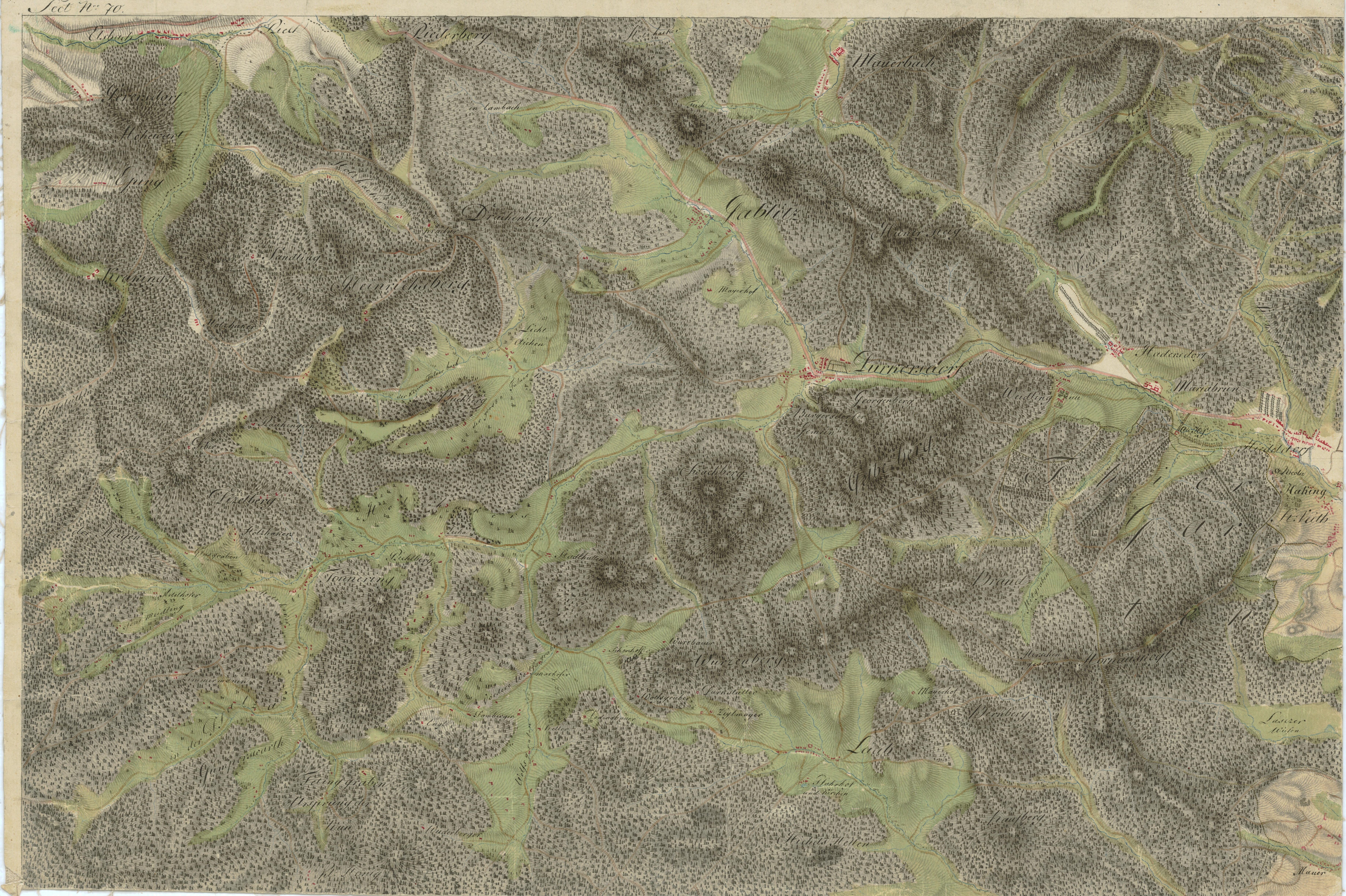
Um 1790: Der Flusslauf im Wienerwald bis „Hiedeldorf“: der Ursprung der Kalten Wien wird bezeichnet: „Felinggraben/Ursprung der/Wien“ (links unten Mitte, heute zur Gemeinde Wolfsgraben), (Josephinische Landesaufnahme)

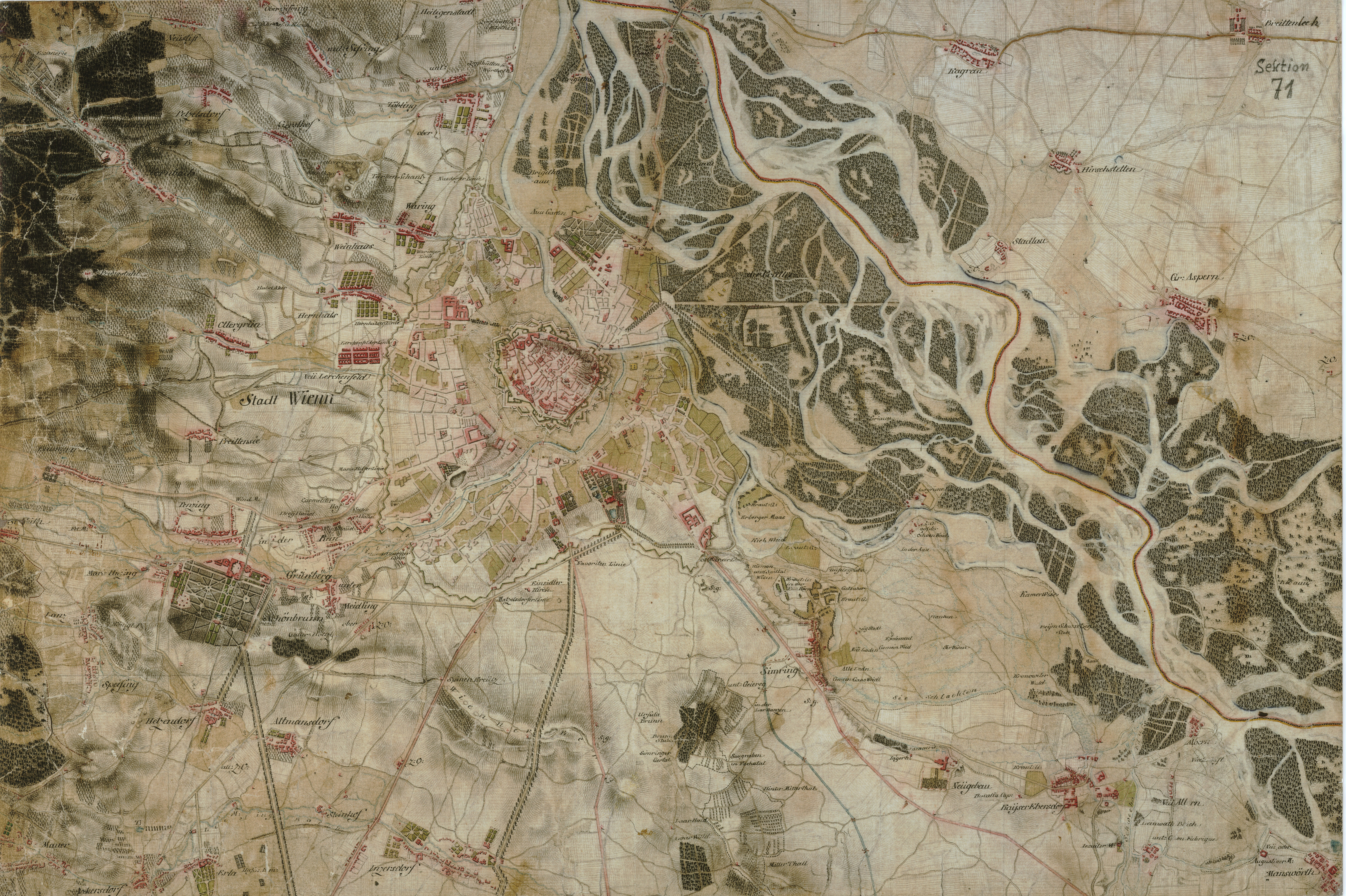
Der Fluss verlief in Wien in einem breiten Bett mit mehreren Nebenarmen bzw. Mühlbächen (um 1790)

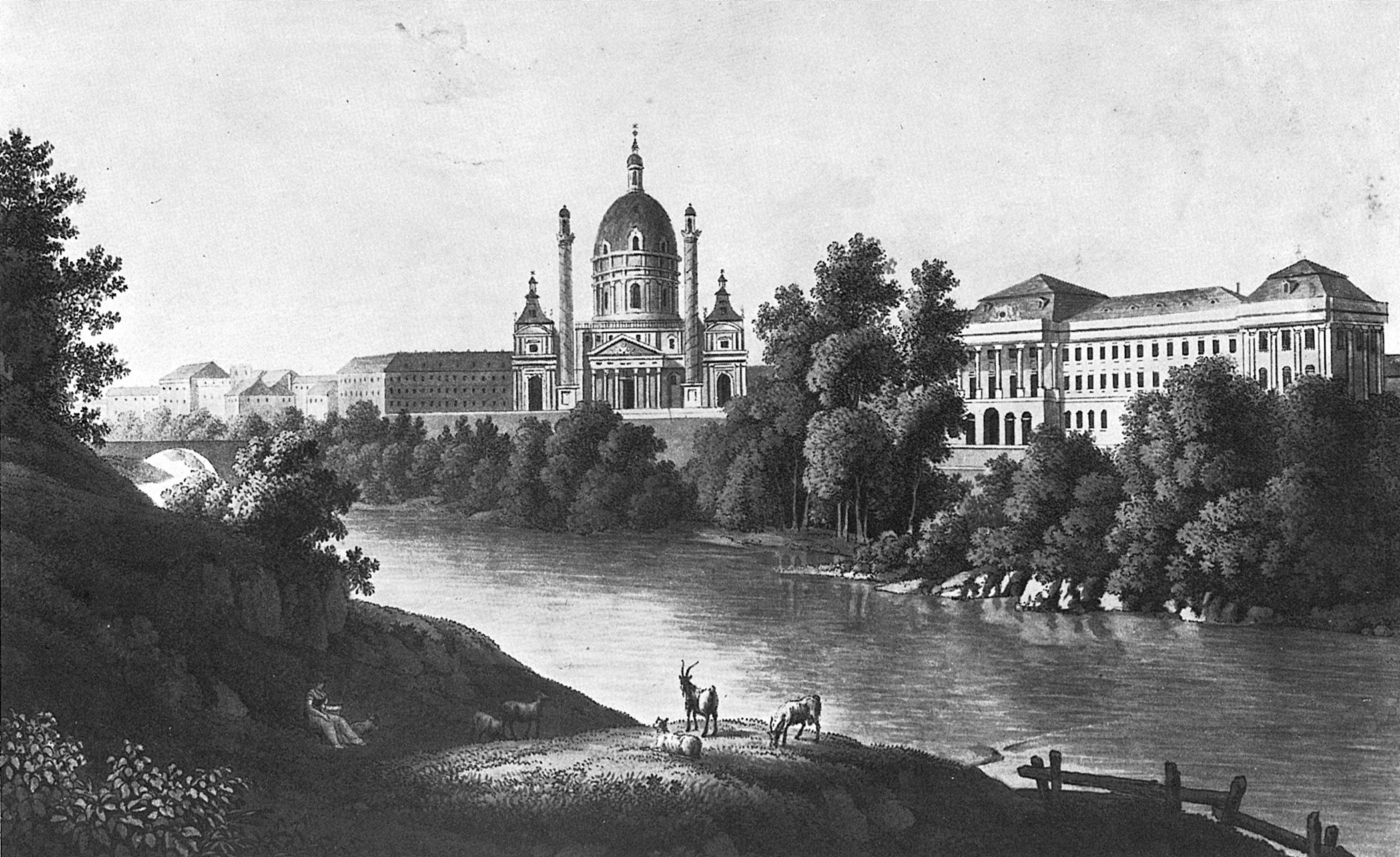
Die Wien am späteren Karlsplatz, 1822

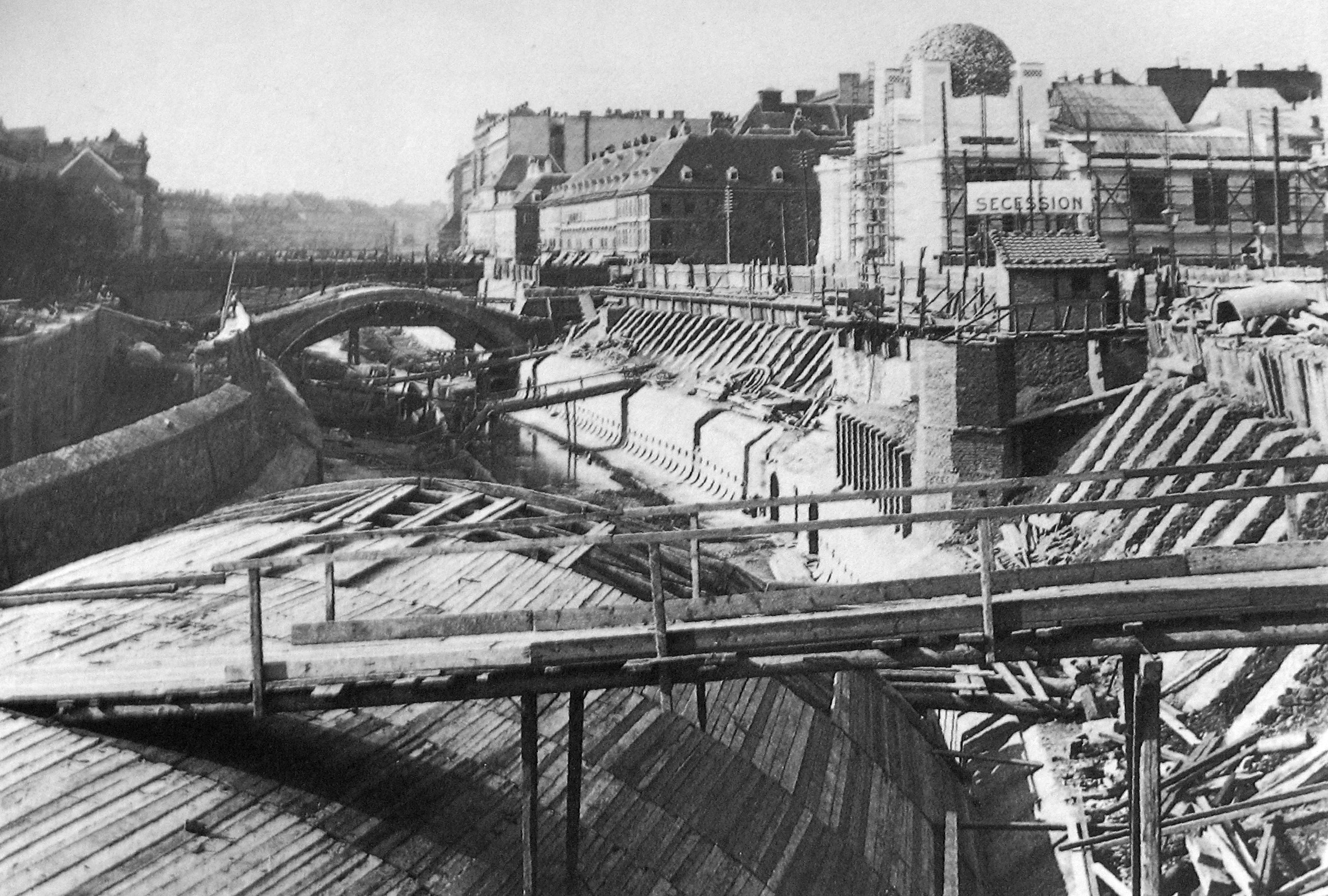
Wienflussregulierung 1898; Blickrichtung flussaufwärts, rechts hinten die Secession

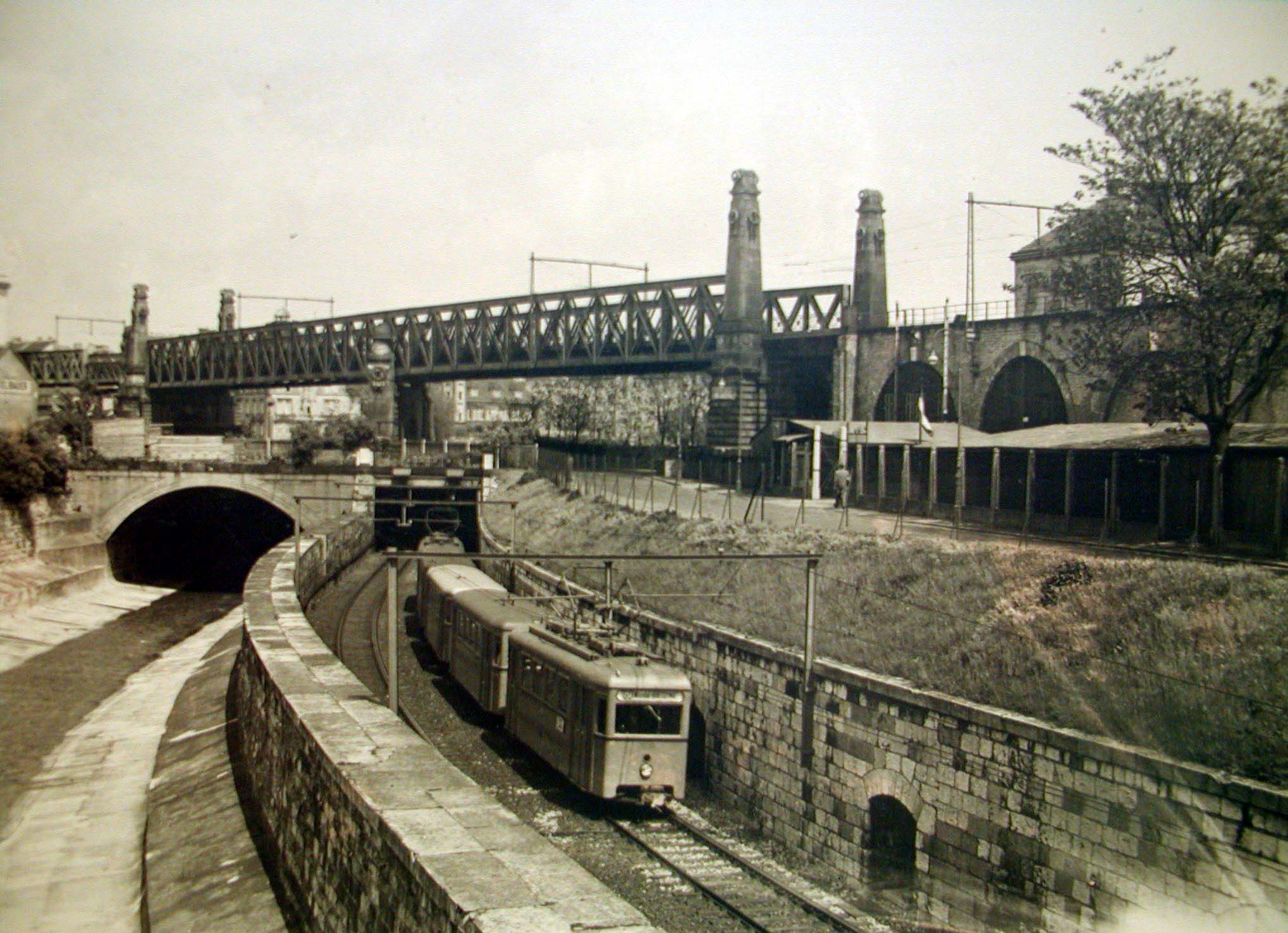
In der Stadtbahnzeit nach 1945, heute U4, auf der Brücke die Gürtellinie, heute U6

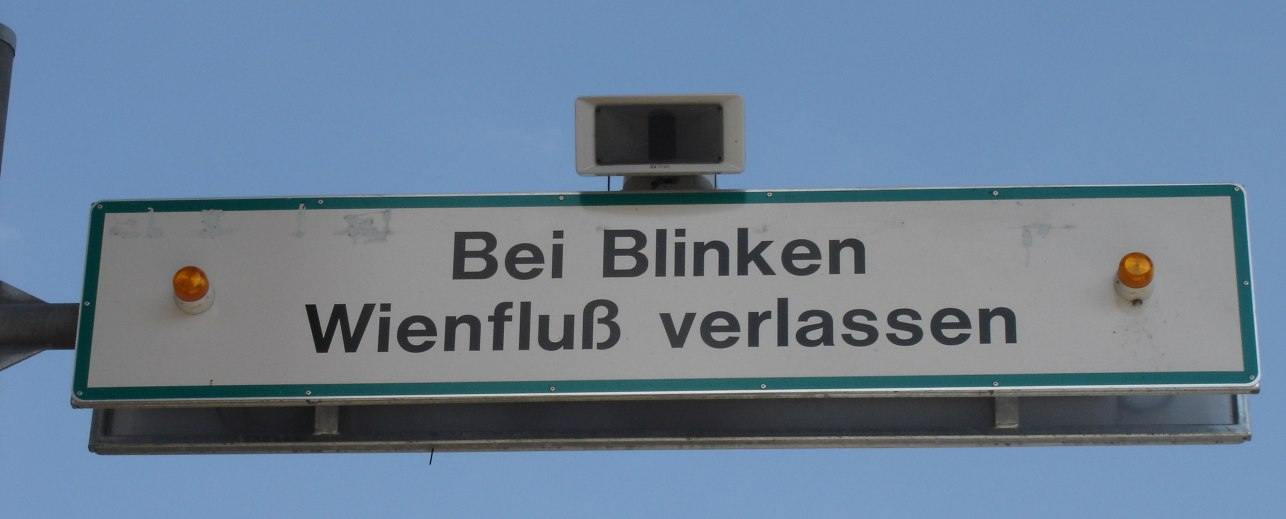
Teile des Flussbettes sind als öffentliche Freizeitwege freigegeben

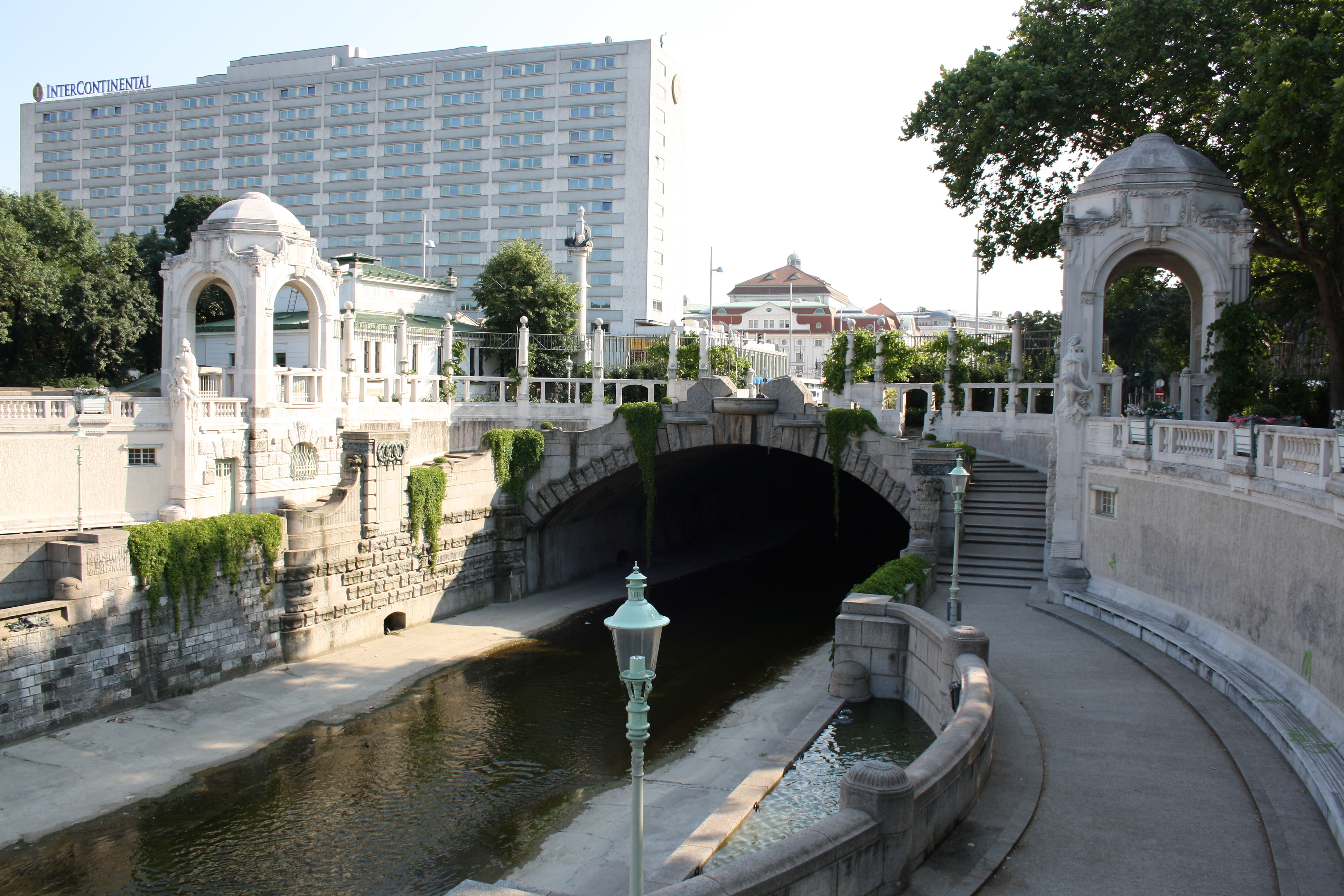
Das Wienflussportal von Friedrich Ohmann beim Stadtpark, 1./3., Johannesgasse; Blickrichtung flussaufwärts

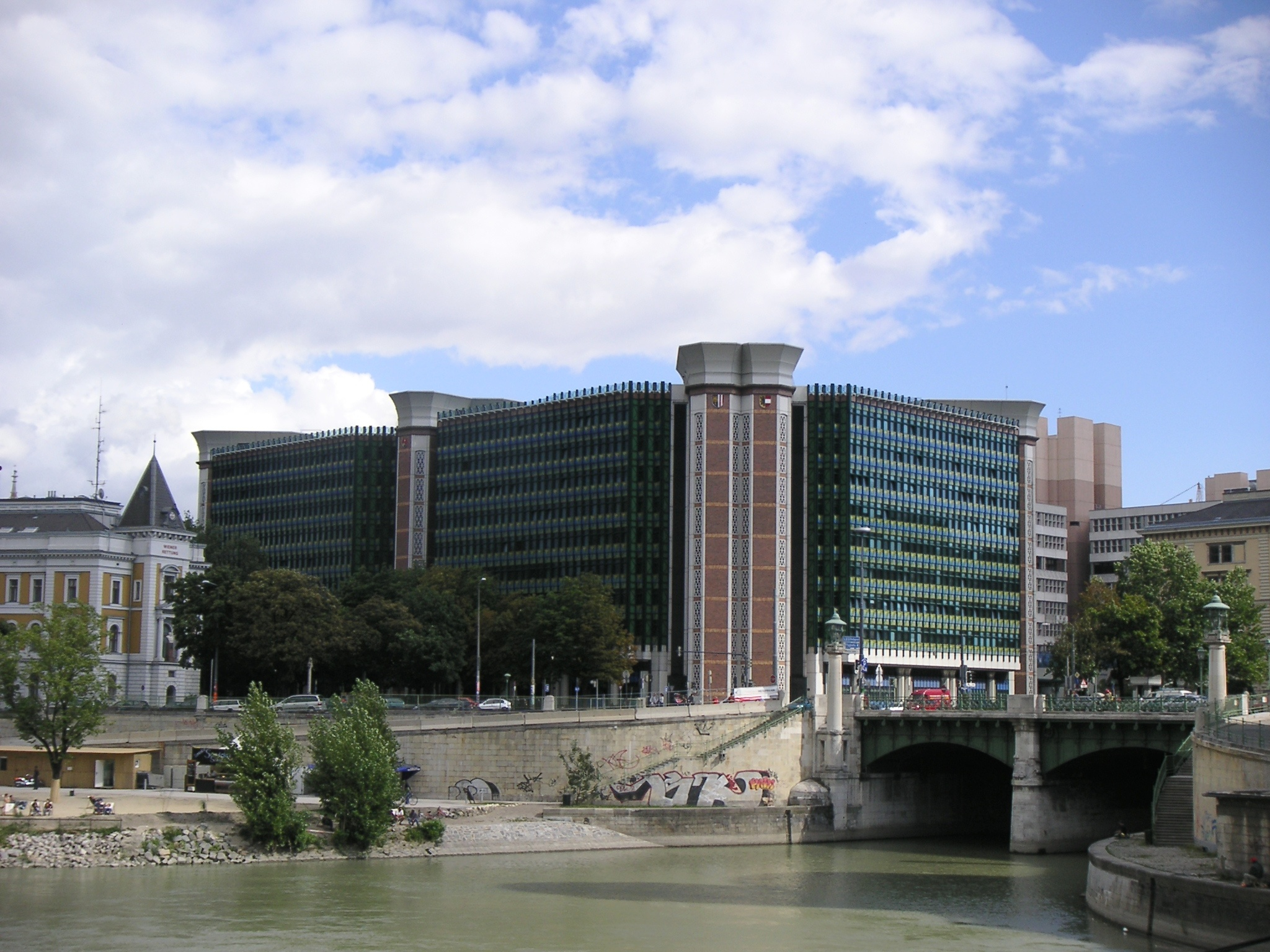
Nach der Radetzkybrücke mündet der Wienfluss in den Donaukanal

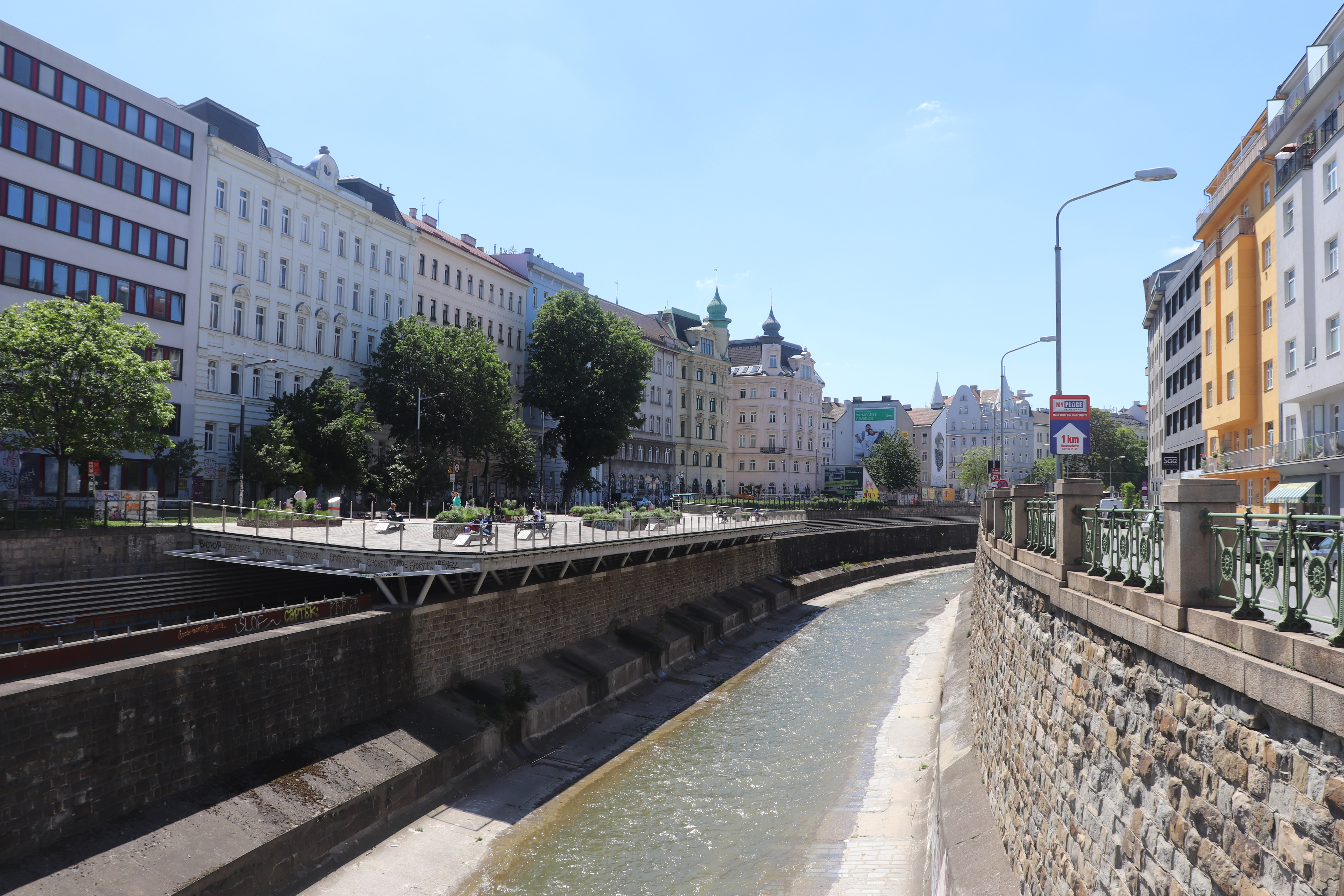
Die Wientalterrasse nahe der U-Bahn-Station Pilgramgasse; Blickrichtung flussaufwärts

Die Wien (oder der Wienfluss) entspringt im westlichen Wienerwald bei Rekawinkel. Sie mündet an der Grenze zwischen 1., 2. und 3. Wiener Gemeindebezirk bei der Urania in den Donaukanal. Sie hat eine Länge von 34 Kilometern und ein Einzugsgebiet von 221 Quadratkilometern. Obwohl der Fluss auch durch Stadtgebiet fließt, hat er alpinen Charakter und gilt als Wildwasser.

## Geografie

### Geologie
Das 221 Quadratkilometer große Einzugsgebiet des Wienflusses liegt im Sandsteingebiet des Wienerwaldes.
Der Sandsteinboden kann Niederschläge und Schmelzwasser nur teilweise aufnehmen.
Weiters ist das Gefälle des Wienflusses zu Beginn recht hoch.
Dadurch kann bei starken Regenfällen die Wassermenge des Wienflusses innerhalb kurzer Zeit stark anschwellen.
Am 6. Juli 2009 stieg der Pegel des Wienflusses am Messort Kennedybrücke innerhalb von 10 Minuten um über einen Meter an.
Bei Hochwasser führt der Wienfluss bis zu 450.000 Liter Wasser pro Sekunde, normalerweise jedoch nur 200, ein Verhältnis von über 2000:1.

### Verlauf
Die Wien verläuft zirka zur Hälfte im Bundesland Niederösterreich und zur anderen Hälfte in Wien.
Sie hat zwei Quellflüsse: die Dürre Wien und die Kalte Wien. Die Dürre Wien entspringt in 520 Meter Höhe am Kaiserbrunnberg bei Rekawinkel, wo sich auch eine Fassung in Brunnenform befindet. Die Kalte Wien (auch Große Wien) entspringt unterhalb des Hengstlberges in der Gemeinde Wolfsgraben. Ab der Vereinigung der Dürren mit der Kalten Wien im Zentrum von Pressbaum (⊙) heißt der Fluss nur noch Wien.
Die Zuflüsse der Dürren Wien sind Sanatoriumsgraben mit Pelzergraben, Haitzawinkelgraben, der wichtigste Nebenfluss der Kalten Wien ist der Pfalzauer Bach.
Am Zusammenfluss mit dem Wolfsgrabenbach wird der Wienfluss im Wienerwaldsee für das Wientalwasserwerk aufgestaut. Dieser See war ursprünglich zur Trinkwasserversorgung von Wien und Purkersdorf errichtet worden und dafür auch lange in Verwendung. Heute wird er als Rückhaltebecken genutzt. Nach Pressbaum fließt der Wienfluss kurz durch das Ortsgebiet von Tullnerbach und weiter durch das Stadtgebiet von Purkersdorf. Zuflüsse bis Wien sind: Saubach, Weidlingbach, Brentenmaisbach (Pressbaum), Norbertinumsbach (Tullnerbach), Wolfsgrabenbach, Tullnerbach, Dambach, Großer Steinbach, Kleiner Steinbach, Deutschwaldbach und Gablitzbach (Purkersdorf).
Das Stadtgebiet von Wien erreicht die Wien am Mühlberg (14. Bezirk, Penzing). Zuflüsse in Wien sind: Wurzbach, Mauerbach, Halterbach, Hirschenbach, Rotwassergraben und Grünauer Bach.
Marienbach, Lainzerbach, Rosenbach und Ameisbach sind heute nicht mehr bis zur Mündung zu sehen, sondern fließen bald in die städtische Kanalisation.
Ab dem Umspannwerk Auhof bildet die Wien in der Folge die Grenze zwischen den orografisch linksufrigen Bezirken 14, 15, 6 und 1 (Penzing, Rudolfsheim-Fünfhaus, Mariahilf und Innere Stadt) und den rechtsufrigen Bezirken 13, 12, 5, 4 und 3 (Hietzing, Meidling, Margareten, Wieden und Landstraße).
Im Verlauf in Wien wurde der Wienfluss in ein künstliches Betonbett gelegt, um die bis zum Ende des 19. Jahrhunderts häufigen verheerenden Überschwemmungen zu verhindern (daran erinnert der Name der Vorstadt Gumpendorf im heutigen 6. Wiener Gemeindebezirk). Teilweise ist er in Wien auch komplett eingewölbt. Im Bereich des Wiener Stadtparks wurde sein Lauf als landschaftgestalterisches Element genutzt.
Im 13. Wiener Gemeindebezirk, Hietzing, gab es einen Mühlbach, der in Hütteldorf aus der Wien zunächst nach links (Norden) ausgeleitet wurde, dann auf der Höhe Preindlsteg auf einer Trogbrücke über die Wien nach rechts (Süden) geleitet wurde und nahe Neue Welt (bei der Abzweigung der Lainzer Straße von der Hietzinger Hauptstraße) in den (heute verrohrten) Lainzerbach mündete. An ihn erinnert die Feldmühlgasse, wobei die namensgebende Feldmühle in der Auhofstraße (Höhe Nr. 78) stand.

## Geschichte
Der Wienfluss hatte einen Vorgänger im geologischen Zeitalter des späten Miozäns, des Torton. Als „Paläo-Wien“ ist ein Wasserlauf in ähnlicher Lage wie der heutige Wienfluss publiziert, der an seiner Mündung im Gebiet des (heute) südwestlichen Wien Sedimente aus der Flyschzone in den damals vorhandenen Pannonischen See einbrachte. Das ergab sich aus einer 80 Meter tiefen Bohrung am Gelände der Geologischen Bundesanstalt im dritten Wiener Gemeindebezirk.
Der Name könnte sich vom keltischen *Vēdunia/*Vēdinia „Wald-Wildnis“ ableiten und möglicherweise zunächst nur den Wienerwald bezeichnet haben. Etwa ab dem Jahre 1100 siedelten sich viele kleine Mühlenbetriebe an den Ufern des Wienflusses an. Als Träger und Organisatoren traten die Grafen von Formbach auf. An die Mühlenbetriebe angeschlossen waren oft auch Weingärten und Wirtshäuser. Um die Mühlen siedelten sich Holz verarbeitende Betriebe an, da das Holz der Mühlen häufig erneuert werden musste.
Zwei künstliche Arme des Wienflusses sind als stadtnahe Mühlbäche überliefert. Der eine zweigte beim Meidlinger Wehr ab und speiste die Dorotheermühle in der heutigen Hofmühlgasse 7, die Kirchen- oder Angermühle in der Mollardgasse, die Mollardmühle und die Dominikanermühle (alle im 6. Bezirk). Er mündete beim Gumpendorfer Wehr in den Wienfluss. Der zweite Mühlbach begann beim Gumpendorfer Wehr, floss durch Teile des heutigen 4. Bezirks, Wieden, und betrieb die Schleif-, die Heu- und die Bärenmühle.
Regulierungsmaßnahmen wurden schon 1713 und 1781 (Projekt des Schönbrunner Gartenarchitekten Johann Wilhelm Beyer 1785) avisiert, doch kam es nur zur Aushebung eines tieferen Flussbettes durch Sträflinge und zur Uferbepflanzung mit Weiden und Akazien.
1860 wurde von Josef Maximilian Petzval ein Konzept für die teilweise Einwölbung sowie eine zweigleisige Bahn am Ufer entwickelt. Diese Vorhaben wurden vorerst nicht angenommen. Nach der katastrophalen Überschwemmung von 1862 wurde von Staat, Kronland Niederösterreich und Stadt Wien im Großen und Ganzen dieses Konzept übernommen, das neben der Regulierung der Donau und des Donaukanals auch die Wienflussregulierung zum Ziel hatte. Die Realisierung der Wienflussregulierung erfolgte dann aber erst in den 1890er Jahren, lang nach der 1875 fertiggestellten Donauregulierung.
Der Fluss war vom Hochwasser in Mitteleuropa im September 2024 betroffen; die tausendjährliche Wasserführung verursachte Ausfälle der nahegelegenen Verkehrsverbindungen, etwa der U-Bahn und der Westbahn.

## Umwelt

### Verbauungen und Regulierungsmaßnahmen
Zwei junge Ingenieure, Atzinger und Grave, wollten den Wienfluss schiffbar machen. Sie veröffentlichten ihr Projekt 1874 bei Alfred Hölder, Beck’sche Universitätsbuchhandlung Wien. Mit Hilfe von sechs Wasserreservoirs wollten sie dem Fluss genug Wasser geben: Wien-Schiffahrts-Canal, Tiefe 1,9 m, Breite 28,4 m … hier sollten Schraubendampfer unterwegs sein und nicht Personen, sondern vor allem Baumaterialien transportieren. Das Projekt wurde nicht weiter bearbeitet.
Eine Expertenkommission beschrieb den Zustand 1882 wie folgt:

„Es ist vollkommen begründet, wenn allseitig darüber Klage geführt wird, daß der Wienfluß von Purkersdorf bis zu seinem Eintritte in das Weichbild von Wien ein Abzugsgraben für Abfallwässer jeder Art sei, und daß das Wasser des Wienflusses in seinem unteren Theile nicht mehr Flußwasser, sondern eine von animalischen und vegetabilischen Abfällen starrende Jauche sei.[…] Hauptsächlich sind es die Gärbereien und Färbereien, die chemischen Fabriken und das Hütteldorfer Brauhaus, welche an der Wasserverderbung und der Verschmutzung der Ufer den größten Antheil haben.“

Die bis heute wirksame Wienflussregulierung auf einer Fließstrecke von 17 km wurde vom Reichsrat, dem cisleithanischen Parlament, 1892 im Gesetz über die Ausführung öffentlicher Verkehrsanlagen in Wien beschlossen und unter Verantwortung der dem k.k. Handelsminister unterstehenden Commission für Verkehrsanlagen in Wien verwirklicht. 
An den mit 15 Millionen Gulden (Wert inflationsbereinigt 2016: 200 Millionen €) veranschlagten Kosten der Regulierung beteiligten sich der Staat, das Land Niederösterreich und die Gemeinde Wien mit je 5 Millionen Gulden. Das dem Gesetz beigefügte detaillierte Programm der Vorhaben, zu denen vor allem die Wiener Stadtbahn gehörte, verlangte für das neue Wienflussbett eine Durchflussmenge von bis zu 600 m³ pro Sekunde. Die Durchführung der Arbeiten wurde von der Kommission 1894 dem Wiener Stadtbauamt übertragen.
Im Wienerwald wurde bei Pressbaum zur Hochwasserregulierung ein Stausee, der Wienerwaldsee, errichtet. Im Westen Wiens bei Auhof wurde und wird versucht, den Abfluss der Wien durch Hochwasserrückhaltebecken – die Retentionsbecken Auhof – zu regulieren. Im Zuge der Renaturierung des Wienflusses bilden heute einige der Staubecken bereits ein großes Feuchtbiotop.
Unter den Steinen, die zum Befestigen des Flussbetts verwendet wurden, befinden sich einige alte Grabsteine.
Im Stadtgebiet von Wien verläuft der Fluss fast durchwegs in einem tiefen Betonbett. Es wurde in den Jahren 1895 bis 1899 errichtet, um die verheerenden Hochwässer des Flusses zu kanalisieren. Dies geschah gleichzeitig mit dem Bau der Wientallinie der Wiener Stadtbahn, die den Fluss von der Zufferbrücke zwischen Hütteldorf und Hacking (seit 1938: 13./14. Bezirk) bis zur Johannesgasse beim Stadtpark (1./3. Bezirk) an dessen rechter, südlicher Seite in Tieflage begleitet, durch eine Mauer vom Flussbett abgegrenzt.
Otto Wagner, architektonischer Gestalter der Stadtbahn, hatte sich dafür eingesetzt, den Fluss im Zuge des Stadtbahnbaues von Schönbrunn (13. Bezirk) bis zum Karlsplatz (1./4. Bezirk) einzuwölben und auf der Einwölbung eine Prachtstraße (Wienzeile) zwischen der Kaiserresidenz Schloss Schönbrunn und dem Stadtzentrum zu errichten; die Einwölbung wurde aber nur auf einer kleineren Teilstrecke von 2,8 km, beginnend flussabwärts der Pilgrambrücke, errichtet (siehe Wiener Wienflussbrücken).
Für städtisches Abwasser wurden beiderseits des kanalisierten Flusses Sammelkanäle gebaut, die Cholerakanäle, die aber Überläufe ins Flussbett hatten, welche bei Starkregen oder Wartungsarbeiten aktiv wurden. Um dem abzuhelfen, wurde in den Jahren 1997–2001 und 2003–2006 der Wiental-Kanal gebaut, eine 3.500 Meter lange Röhre unter dem Wienfluss, welche beim Ernst-Arnold-Park (5. Bezirk) bei der Pilgramgasse vom rechten Wienfluss-Sammelkanal abzweigt und bei der Urania in den im Jahre 2000 fertiggestellten rechten Hauptsammelkanal-Entlastungskanal mündet. Er dient auch als Speicher und kann bis zu 110.000 Kubikmeter Abwasser aufnehmen. Das schwierigste Teilstück war die Querung der Linie U1 im Bereich des Karlsplatzes, wo der Kanal nur 3 Meter unter dem U-Bahn-Schacht verläuft. 2024–2027 wird er um weitere 9 Kilometer Richtung Westen bis zur Höhe Bahnhof Wien Hütteldorf verlängert, um auch bei zukünftigen Starkregen-Ereignissen einen Überlauf der seitlichen Sammelkanäle zu vermeiden.
In der Folge gab es immer wieder Pläne, das ausgemauerte Bett der Wien zu überwölben oder darin eine Wiental-Autobahn oder Schnellstraße zu errichten. Die Verwendung des Wienflussbettes als Stadtautobahn wurde vor allem in den 1960er Jahren diskutiert. Bürgermeister Felix Slavik beendete allerdings diese Spekulationen am 2. September 1972 mit einer Grundsatzrede beim Forum Alpbach.

#### Wienflussweg
Pläne im späten 20. Jahrhundert, das Betonbett für Fußgänger und Radfahrer zugänglich zu machen, wurden bis 2010 auf Grund der raschen Pegelveränderungen nur auf etwa sieben Kilometern zwischen Auhof und Kennedybrücke, am linken, nördlichen Rand des Flussbetts (14. Bezirk) mit entsprechenden Warnanlagen und Rampen zum Straßenniveau umgesetzt.
In der politischen Öffentlichkeitsarbeit kurze Zeit irrig als Wienfluss-Highway beworben, handelt es sich aber, wie anlässlich von Nutzungskonflikten festgestellt wurde, nicht um eine Schnellverkehrsstrecke für Radfahrer, sondern um einen Freizeitweg für Fußgänger, Radfahrer und spielende Kinder. Auf der übrigen (folgenden) Fließstrecke in Wien begleitet streckenweise ein Radweg auf Straßenniveau den Fluss.

### Zukunft
Da das Wiental vorwiegend zu Verkehrszwecken genutzt wird, ist sein Erholungsfaktor innerhalb Wiens nur gering. Im Wiener Stadtentwicklungsplan von 2005 gab es daher Bestrebungen, das Tal nicht weiter einzuengen oder zu überbauen, sowie an schon bebauten Stellen Erholungsmöglichkeiten einzurichten. Hier wäre in erster Linie die Neugestaltung im Raum Schönbrunn zu nennen.
Im Oktober 2013 wurde zwischen Bräuhausbrücke / Halterbachmündung und Nikolaisteg mit der Renaturierung begonnen. Neben der Hochwassersicherheit stand hierbei der Erholungswert des Gewässers im Vordergrund. Außerdem sollte es zur Heimat gewässertypischer Pflanzen und Tiere werden. Die Bauarbeiten wurden planmäßig im März 2014 beendet. 2015 wurde von den Architekten Tillner & Willinger mit der Wientalterrasse neuer öffentlicher Raum über dem U-Bahnbett entlang der Wien geschaffen.
Ab Herbst 2025 soll ein weiteres Teilstück des Wienflusses renaturiert werden, vom Bereich Brauhausbrücke bis Zufferbrücke.    

## Sehenswürdigkeiten
In unmittelbarer Nähe des Flusses befindet sich am Übergang von Hietzing nach Meidling das Schloss Schönbrunn. Am weiteren Verlauf der Wien liegen im 6. Bezirk der Naschmarkt und das Theater an der Wien. Nach der Regulierung des Flusses hatte Otto Wagner die erwähnte Vision, aus der Wienzeile eine Jugendstil-Prachtstraße zu machen; davon zeugen seine Wienzeilenhäuser im 6. Bezirk.
Daneben gibt es entlang des Wientales noch einige Stationsgebäude Wagners, die für die Wientallinie der Wiener Dampfstadtbahn errichtet wurden und in der Folge von der dort bis 1981 verkehrenden Wiener Stadtbahn sowie seither der U-Bahn-Linie U4 nachgenutzt werden. Als Beiwerk der Stadtbahn entstanden die kilometerlangen Otto-Wagner-Geländer, die auch entlang des Wienflusses zahlreich anzutreffen sind. Aus derselben Zeit gibt es auch Bauten von Jože Plečnik (5., Miethaus Langer) und Oskar Marmorek (5., Rüdigerhof). Der Wiener Stadtpark (1. und 3. Bezirk), durch den die Wien in ihrem vorletzten Abschnitt fließt, zählt zu den wichtigsten Grünanlagen im Stadtgebiet. Kurz vor der Mündung des Flusses stehen bzw. standen an dessen Ufer das Wiener Bürgertheater (3. Bezirk), das MAK (Museum für angewandte Kunst, 1. Bezirk), die Universität für Angewandte Kunst (1.), das historische Hauptzollamt (3.), das k.u.k. Kriegsministerium (1.) und die Urania (1. Bezirk).
Einige alte Grabsteine sind zwischen Brauhausbrücke und Hütteldorferbrücke im orographisch rechten Teil des Flussbetts zu finden. Die darauf eingemeißelten Namen Franz Hauer, Fritz Hochstöger und Mathilde Gruber sowie einige Zahlen sind noch lesbar. Wenngleich es keine gesicherten Erkenntnisse darüber gibt, wird angenommen, dass die Verlegung der Grabsteine mit den Inschriften sichtbar nach oben irrtümlich erfolgt war.

## Bilder

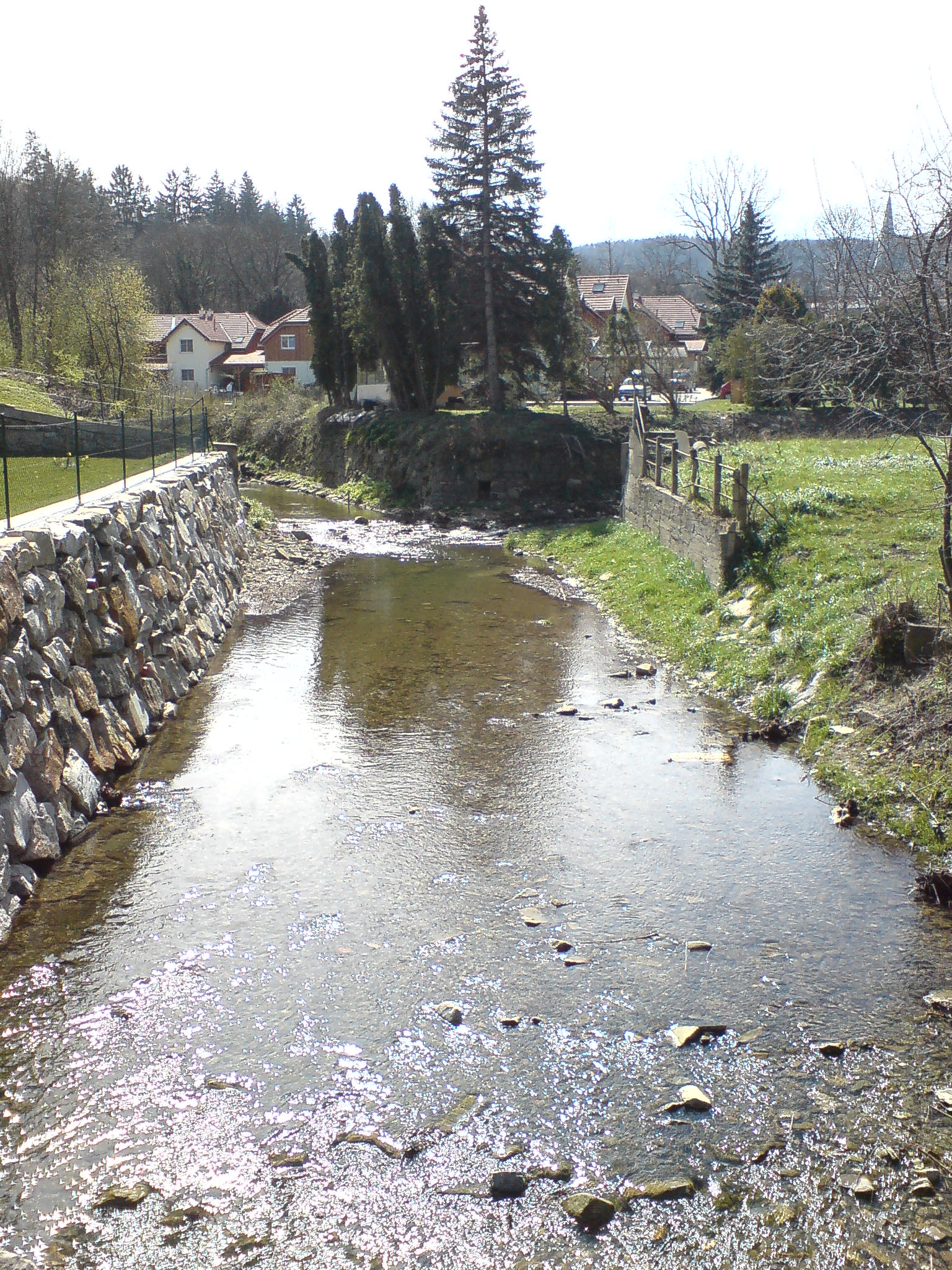
Die Stelle in Pressbaum, an der die Kalte und die Dürre Wien den Wienfluss bilden
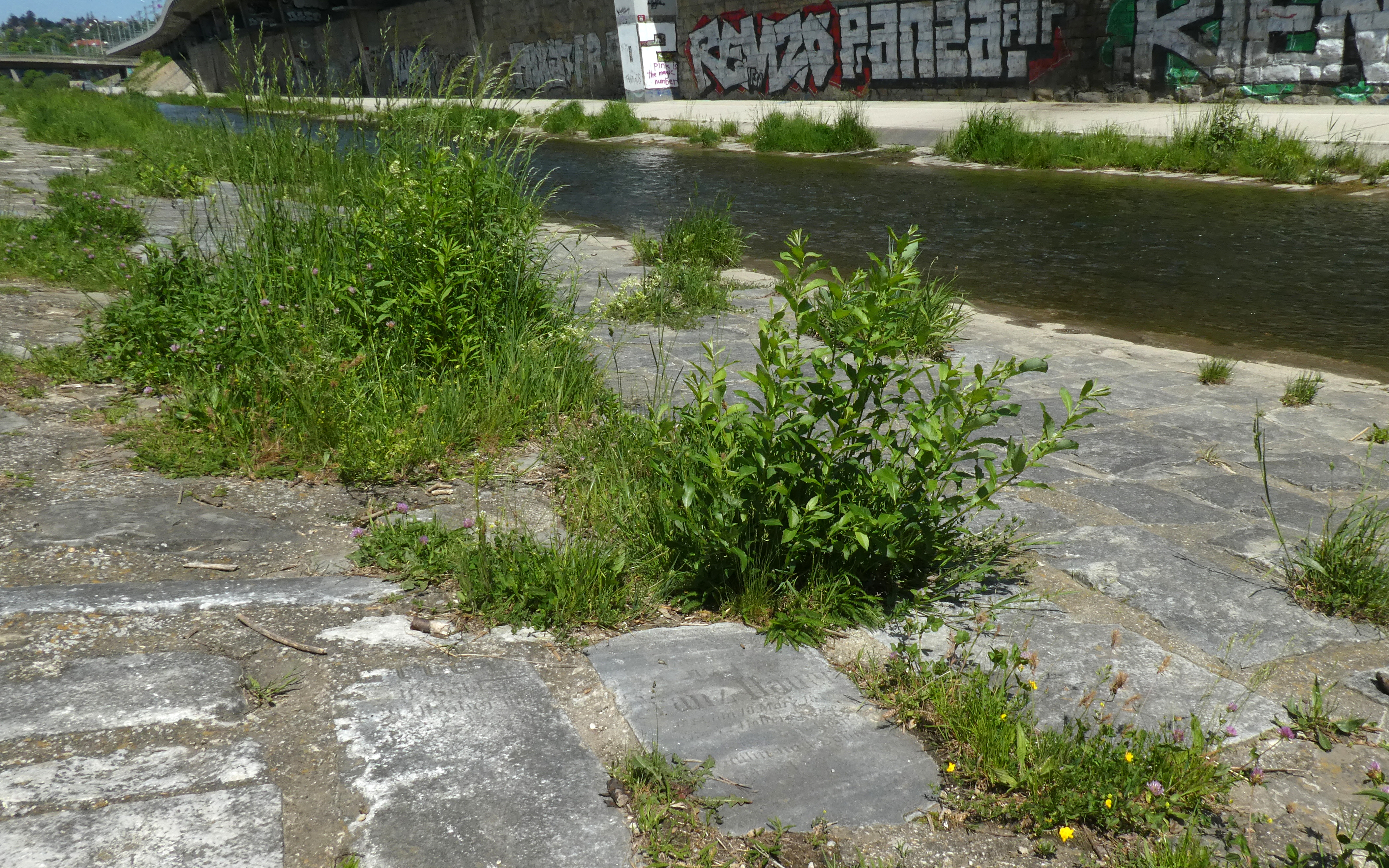
Alte Grabsteine im Flussbett des Wienflusses
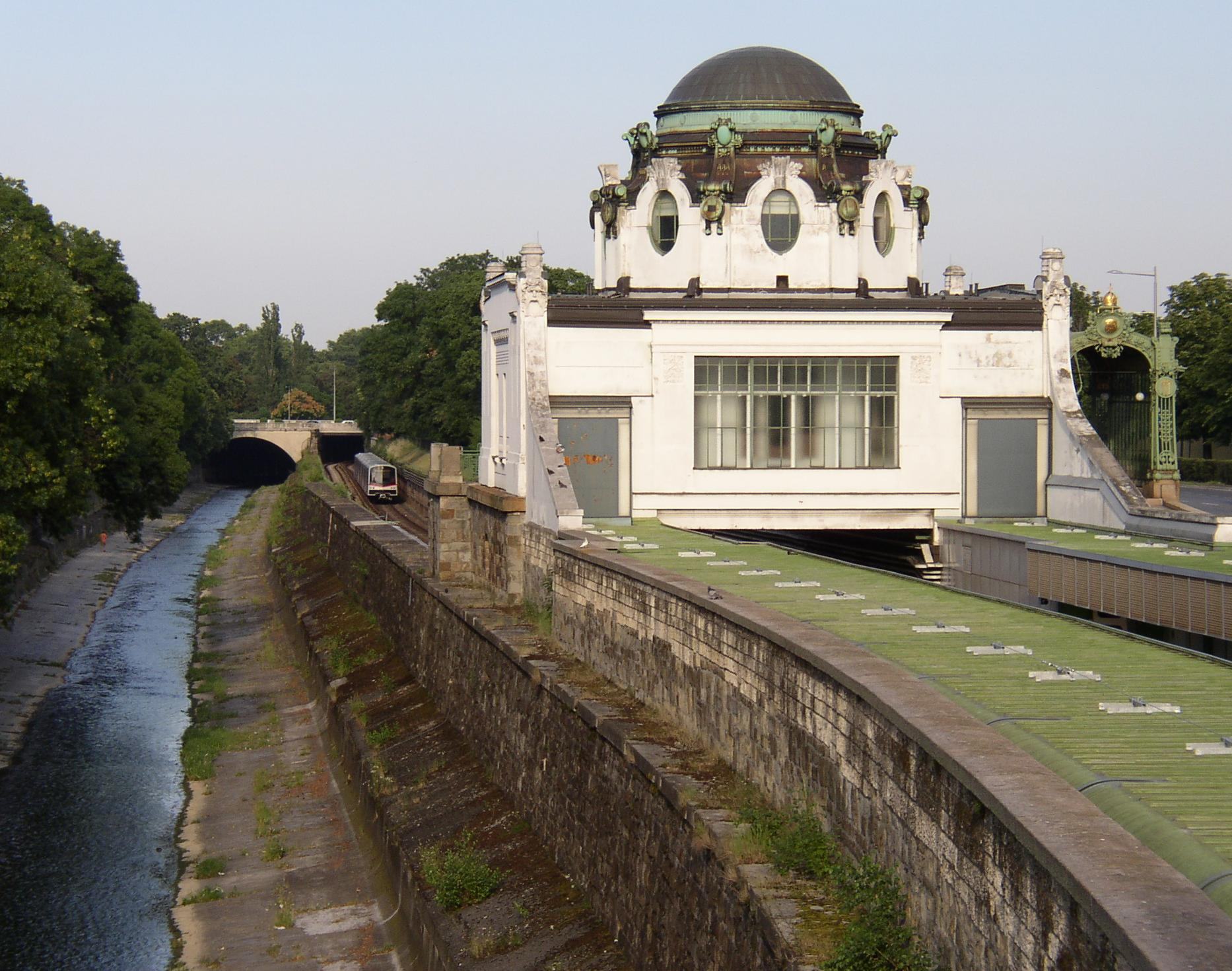
Wagners Stadtbahn-Hofpavillon (13. Bezirk) bei der U-Bahn-Station Hietzing
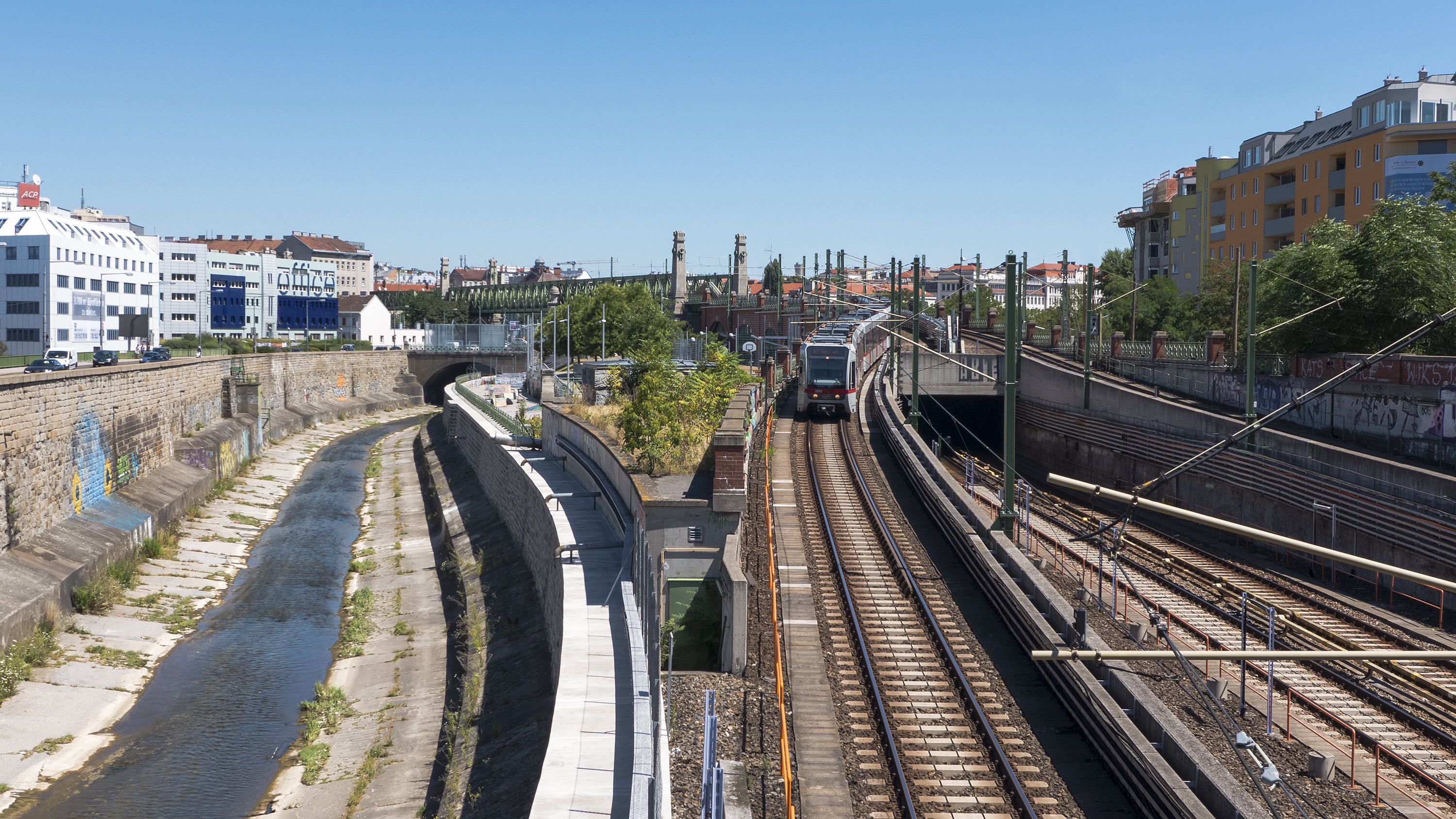
Die Wien bei der Längenfeldgasse im 12. Bezirk, in Bildmitte die U6, ganz rechts die Trasse der U4
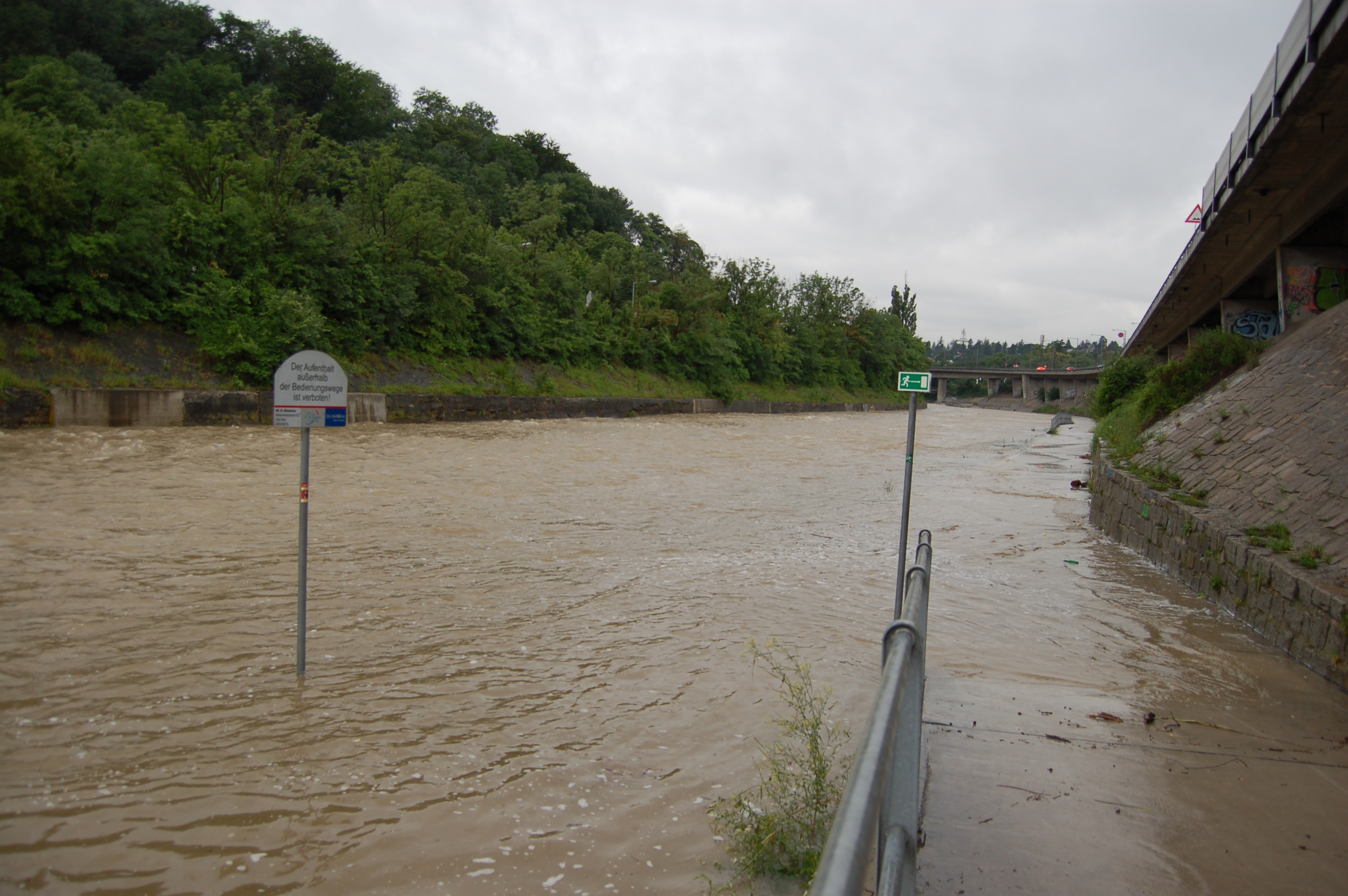
Der Hochwasser führende Wienfluss im Juni 2009
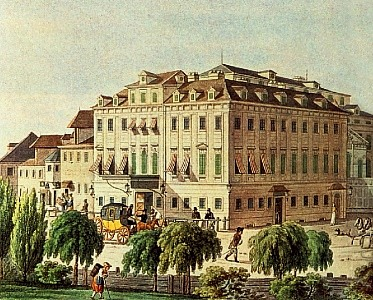
Theater an der Wien, um 1815, am unteren Bildrand der Wienfluss
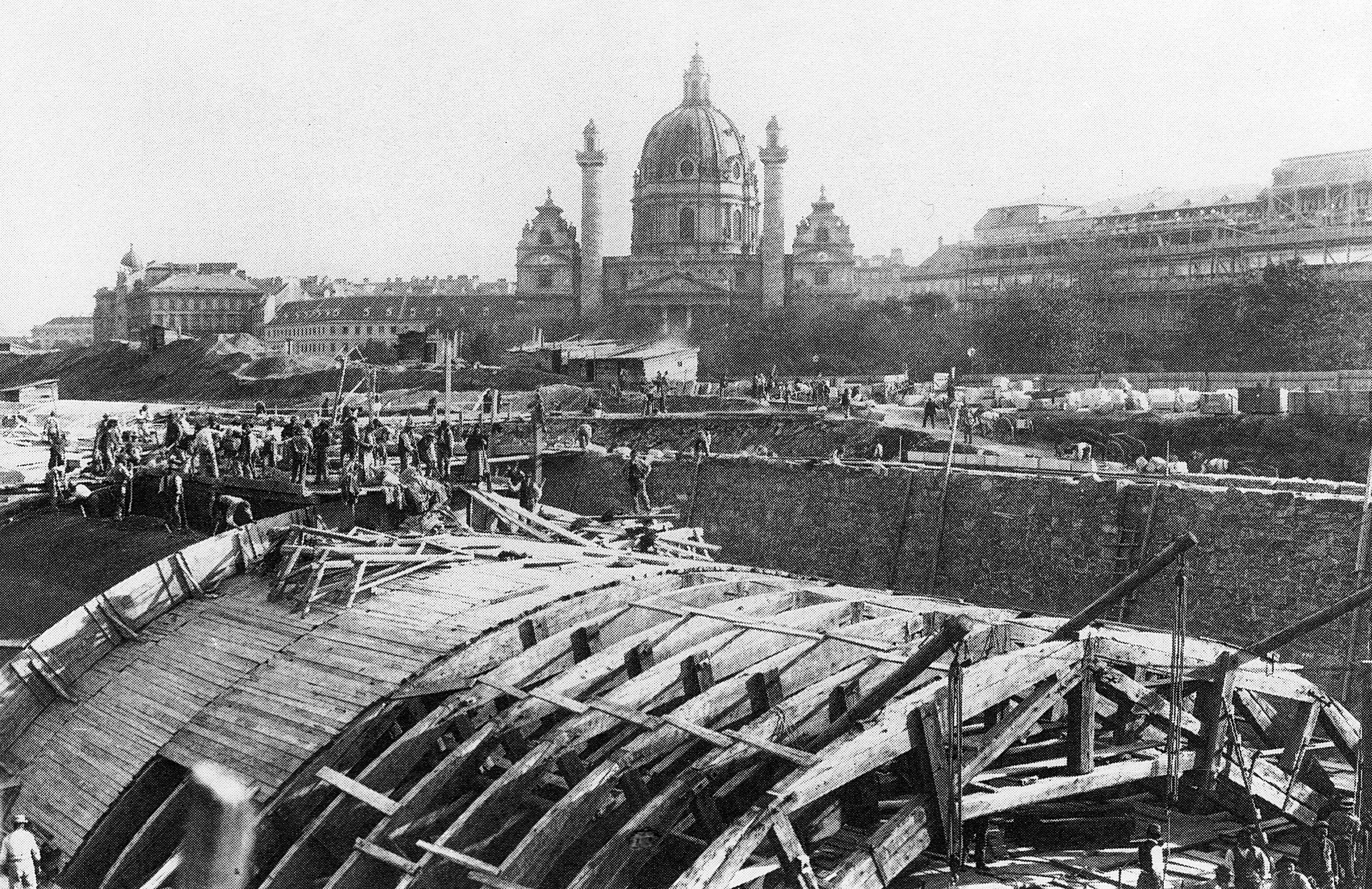
Regulierung und Einwölbung im Bereich Karlsplatz (1897–1898)
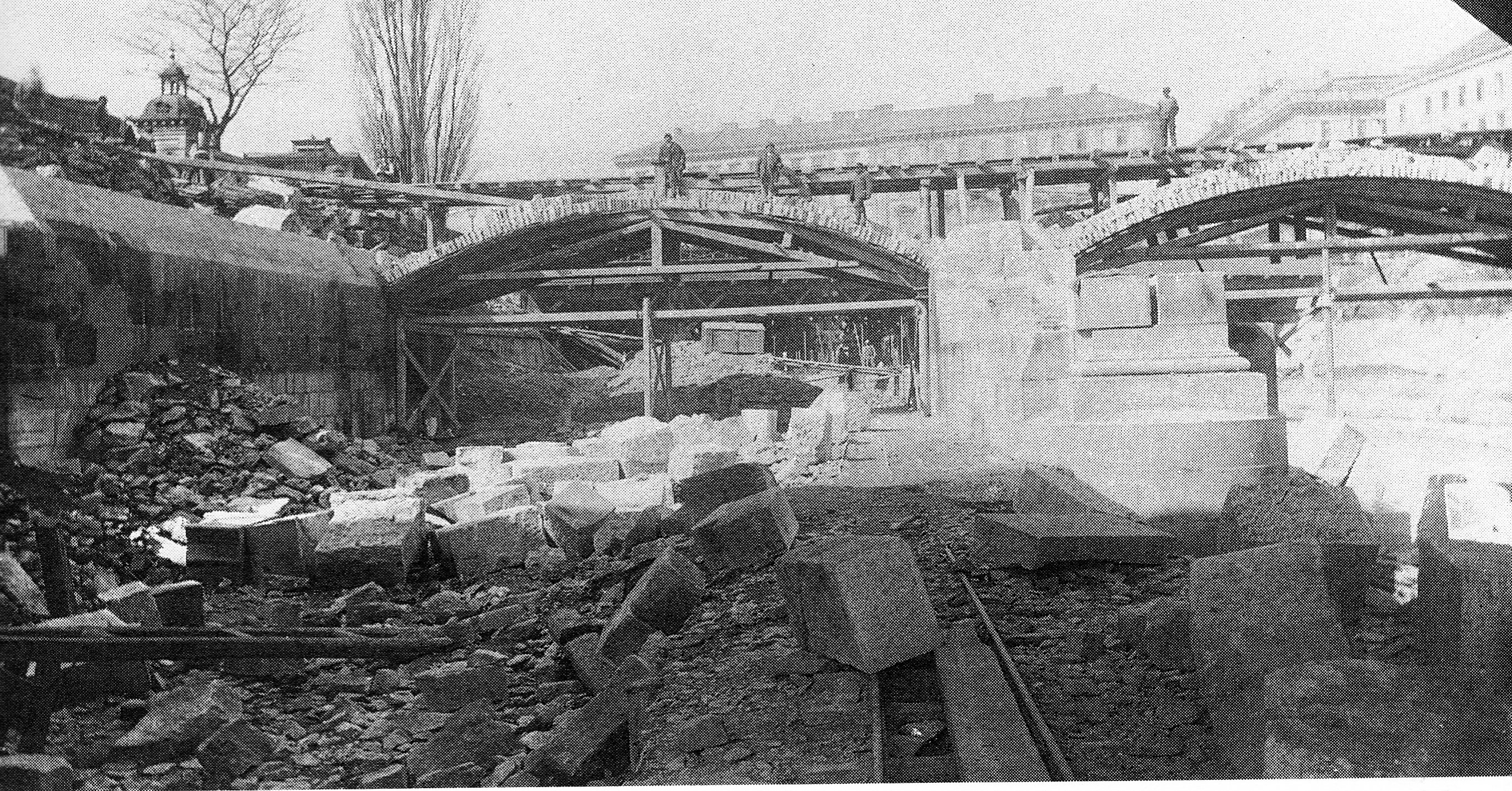
Regulierung und Einwölbung im Bereich Karlsplatz (1897–1898)
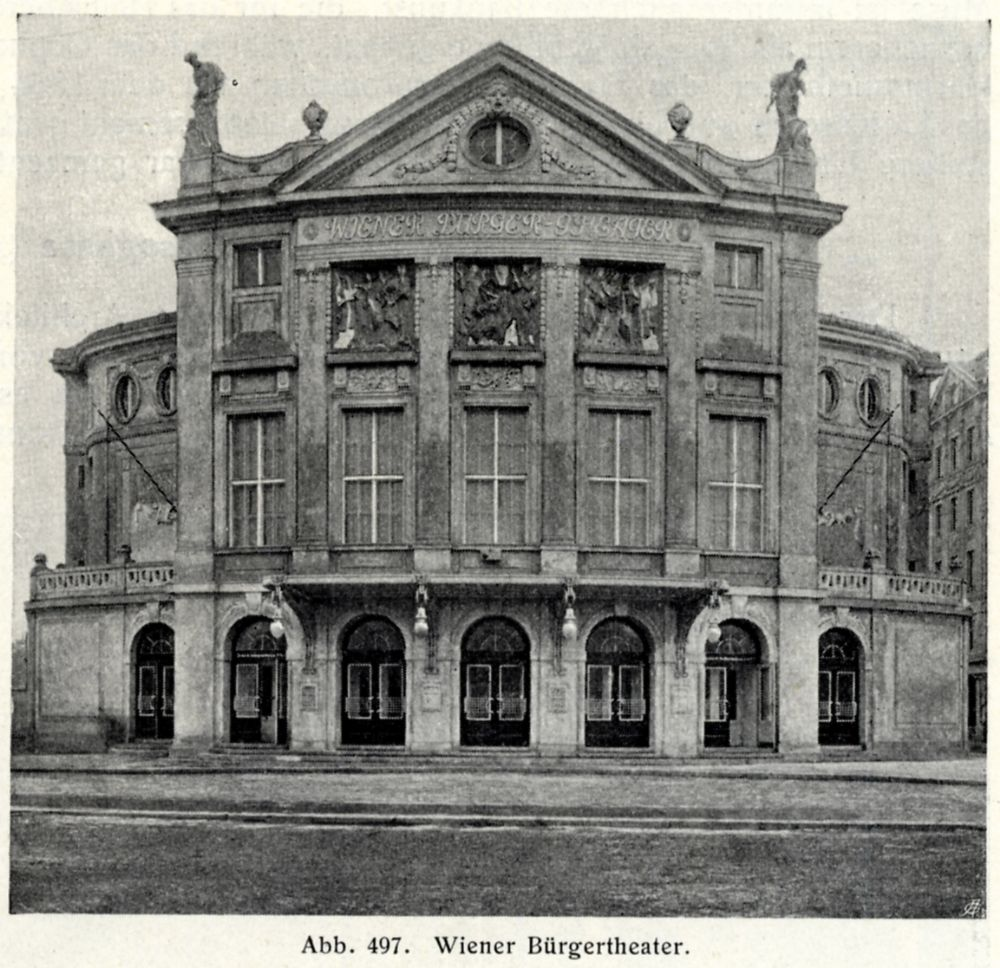
Wiener Bürgertheater im 3. Bezirk (1905–1960), Vordere Zollamtsstraße 13, auch ein Theater „an der Wien“

## Filme
- Der Wienfluss – Wiener Gewässer. Dokumentarfilm, Österreich, 2018, 45:13 Min., Buch und Regie: Norman, Roswitha und Ronald P. Vaughan, Produktion: Vaughan Video, ORF, Reihe: Erbe Österreich, Erstsendung: 6. März 2018 bei ORF III, Inhaltsangabe von ORF.
- stadtUNbekannt: Die Wien. Dokumentarfilm, Österreich, 2015, 2:30 Min., Gestaltung: Bohmann, Produktion: Stadt Wien, Internetpublikation: 24. Juli 2015, Online-Video.